# Ibbeltje
Ibbeltje is een personage van de Nederlandse schrijfster Annie M.G. Schmidt. Ibbeltje is een meisje van een jaar of 10 dat met haar vader, haar moeder en de twee katten Rosencrantz en Guildenstern in een huis woont. Haar moeder is een van de meest bijzondere mensen in haar omgeving: ze is vroeger een kat geweest - een dikke rooie - en kan daardoor met katten praten. Een steeds weer terugkomende figuur is de schatrijke mijnheer Pinkepank, die geen dubbeltje kan missen en de familie Katzwijm telkens een hak probeert te zetten. 
Ibbeltje verscheen gelijktijdig op de radio als hoorspel en in het weekblad Televizier als verhaaltje met illustraties van Fiep Westendorp. Op de radio werd de 'luisterstrip' uitgezonden door Radio Luxemburg en Radio Veronica. De uitzendingen liepen van september 1962 tot mei 1963. Deze zijn in 1964 opnieuw uitgezonden.
Naar aanleiding van deze uitzendingen en de verhalen in Televizier heeft Venz twee grammofoonplaatjes en twee boekjes uitgegeven. 
De verhaaltjes zijn als hoorspel uitgevoerd:
- Ibbeltje: Annemarie van Ees
- Moeder Katzwijm: Hetty Blok
- Vader Katzwijm: Joop Doderer
- Meneer Pinkepank: Jan Oradi
- De directrice: Enny Mols-de Leeuwe
- Begeleiding: Trio Lemaire

De liedjes zijn gecomponeerd door Cor Lemaire.
Annie Schmidt had na het uitbrengen van Minoes moeite met Ibbeltje omdat zij het in haar ogen beter gelukte Minoes als bijna zelfplagiaat van Ibbeltje beschouwde. Uiteindelijk gaf ze toch toestemming om Ibbeltje in 1993 opnieuw uit te brengen.
In 2004 produceerde Burny Bos een televisieserie over Ibbeltje waarin Denise van Es Ibbeltje speelde. 

## Trivia
- Rosencrantz en Guildenstern zijn twee personages uit Hamlet.
- De achternaam Pinkepank bestaat in Duitsland echt; van 1893 tot 1965 leefde te Wolfenbüttel een regionaal politicus van de SPD, die Henry Pinkepank heette.